# Jimmie Hunter
Jimmie Lee Hunter (Memphis, Tennessee, Estados Unidos, 24 de diciembre de 1977) es un exjugador de baloncesto estadounidense. Con 1,96 metros de altura, jugaba en la posición de escolta.

## Carrera
Su Trayectoria comenzó en el High School. Trezevans HS (Memphis, TN). Más Tarde jugó en la NCAA con los Memphis Tigers, donde estuvo solo un año, pasando a la Life University de Georgia otro año. Después de su corto paso por la universidad inicia un periplo por equipos de las ligas profesionales menores, como la ABA o la NBDL incluyendo a los Harlem Globetrotters en su currículo. También probó en las ligas de verano con los Orlando Magic.
En la temporada 2004/2005 fue contratado por los Cleveland Cavaliers pero fue cortado sin debutar. En el 2005 viaja a Europa probando en Sebastiani Rieti de lega 2 italiana para luego intentarlo de nuevo la NBA con Minnesota e Indiana.
El 10/03/06 probó fortuna con el Etosa Alicante, En 2006 fue contratado por los Indiana Pacers pero fue cortado sin debutar.
El 10/11/06 vuelve a la ACB para sustituir a Chester Simmons en el CB Gran Canaria. La temporada siguiente ficha por CB Murcia. En la temporada 2008-2009 se incorporó al CB Granada equipo en el que juega 2 temporadas antes de firmar por el Scafati Basket de la LegADue. Jugaría en tres equipos italianos (Brindisi, Veroli y Avellino) más hasta retirarse en el 2013 con 35 años.

## Palmarés
- 1999-00 NAIA. Life University. Campeón.
- 2003-04 CBA. Rockford Lightning. Semifinalista.

### Nominaciones
- 1999-00 NAIA. Life University. Jugador del año.